# Dompierre (Vosges)
Dompierre  é uma comuna francesa na região administrativa de Grande Leste, no departamento de Vosges. Estende-se por uma área de 8,88 km². Em 2010 a comuna tinha 268 habitantes (densidade: 30,2 hab./km²).